# Peyton Listová (1998)
Peyton Listová, rodným jménem Peyton Roi List (* 6. dubna 1998 Florida, Spojené státy americké), je americká herečka a modelka. K jejím nejvýznamnějším rolím patří postava Emmy Rossové v seriálu Jessie. V roce 2008 si zahrála mladší verzi postavy Katherine Heiglová ve filmu 27 šatů a roli Holly Hedges si zahrála ve filmové sérii Deník malého poseroutky.

## Životopis
Narodila se na Floridě, ale když jí byly 4 roky, přestěhovali se s rodinou do New Yorku a v roce 2012 se přestěhovali do Los Angeles. Má dva bratry: Spencera (její dvojče) a Phoenixe; oba jsou herci a modelové.

## Kariéra
V roce 2011 byla modelkou magazínu Justice a v roce 2009 byla tváří značky American Girl kolekce Zpátky do školy.
Svojí hereckou kariéru nastartovala v roce 2004 s filmem Spider-Man 2, ve kterém hrála malou holčičku, která si hrála na schodech. Další role přišla v roce 2008, kdy si zahrála mladší verzi postavy Katherine Heiglová ve filmu 27 šatů. V roce 2010 si zahrála sestru postavy Roberta Pattinsona ve filmu Nezapomeň na mě. V tom samém roce se také Disney filmu Čarodějův učeň a ve filmu Posedlá zlem, po boku Jeri Ryan a Kay Panabaker.
V roce 2011 získala roli Holly Hills v filmu Deník malého poseroutky 2 a v roce 2012 si roli zopakovala ve filmu Deník malého poseroutky 3.
Peyton si v roce 2018 zahrála hlavní roli ve videoklipu Only You od Little Mix.
Od roku 2019 hraje jednu z hlavních postav televizního seriálu Cobra Kai založeného na filmové sérii Karate Kid.

## Filmografie[3]
- The Thinning (2016)
- Jessie (2011 - 2015 )
- Deník malého poseroutky 3(2012)
- The trouble with Cali (2012)
- Tvůj snoubenec, můj milenec (2011)
- Deník malého poseroutky 2 (2011)
- Zákon a pořádek: Útvar pro zvláštní oběti (2011)
- Secrets in the Walls (2010)
- Miriam's Song (2010)
- Bereavement (2010)
- Čarodějův učeň (2010)
- Nezapomeň na mě (2010)
- Tři zahrady za domem (2010)
- Super drbna (2009)
- Báječný svět shopaholiků (2009)
- Noční show Davida Lettermana (2005 - 2008)
- Cashmere Mafia (2008)
- Remember Back, Remember When (2008)
- 27 šatů (2008)
- Super zvířátka (2008)
- Saturday Night Live (2008)
- The Product of 3c (2007)
- All my children (2004)
- Spider-Man 2 (2004)
- As the World Turns (2002)